# Escut de Sant Mateu
L'escut de Sant Mateu és un símbol representatiu oficial de Sant Mateu, municipi del País Valencià, a la comarca del Baix Maestrat. Té el següent blasonament:
| « | Escut quadrilong de punta redona, partit. Al primer quarter, en camper d'argent, un àngel, representant l'apòstol sant Mateu. Al segon quarter, d'or, quatre pals de gules, carregat d'una creu de Montesa. Per timbre, una corona reial oberta. | » |

## Història
Resolució del 2 de desembre de 2005, del conseller de Justícia i Administracions Públiques. Publicat en el DOGV núm. 5.172, del 9 de gener de 2006.
L'escut comprèn el senyal parlant de l'àngel, representació de sant Mateu apòstol, al·lusiu al nom de la localitat i patró de la vila. La creu de l'orde de Montesa fa referència a la seva pertinença a aquest orde militar, que tingué a Sant Mateu la capital efectiva del Baix Maestrat. El 1587 el senyoriu de Montesa va passar a la corona, d'aquí el senyal reial dels quatre pals.